# Oxyuranus temporalis
Oxyuranus temporalis,  taipán central  o  taipán de distribución central  es una especie de taipán (Oxyuranus), una serpiente grande, rápida, y posiblemente altamente venenosa de Australasia, que fue descripta en 2007 por los investigadores australianos Paul Doughty, Brad Maryan, Stephen Donnellan y Mark Hutchinson.  Fue llamada una de las cinco nuevas especies top de 2007 por el International Institute for Species Exploration (IISE) de la Universidad Estatal de Arizona.

## Descubrimiento
El Dr Mark Hutchinson, curador de reptiles y anfibios en el Museo Sud Australiano,  capturó un taipán hembra inmaduro mientras estaba cruzando un camino de tierra en una tarde soleada.
La serpiente tenía cerca de un metro de largo pero debido a que los taipanes están entre las serpientes más venenosos del mundo, Hutchinson no inspeccionó al animal en el sitio. El  empaquetó la serpiente y la envió, junto con otros especímenes capturados en la travesía, al Museo de Australia Occidental en Perth para una inspección más profunda.
Esta es la primera especie nueva de taipán en ser descubierta en 125 años.  No fue sino hasta dos semanas después en que la nueva especie fue estudiada.
En un principio fue tentativamente identificada como una serpiente marrón occidental a causa de su tamaño y coloración similares. Sin embargo, varias semanas más tarde, el mánager de colección de reptiles del Museo WA,  Brad Maryan informó que la serpiente preservada tenía una cabeza amplia y pálida similar al taipán de la costa.
El holotipo, apodado "Scully" por el personaje de la serie de televisión  Los expedientes secretos X , es una serpiente inmadura de aproximadamente un metro de longitud, lo cual significa que los científicos no saben cual es el verdadero tamaño de la serpiente adulta, aunque algunos taipanes pueden alcanzar longitudes de cerca de tres metros.

## Nueva especie
Oxyuranus temporalis difiere de las otras dos especies del género: Oxyuranus scutellatus y Oxyuranus microlepidotus por carecer una escama temporolabial y por tener seis y no siete escamas infralabiales. El análisis filogenético de secuencias de ADN mitocondrial mostró que es una especie hermana de las dos especies previamente conocidas de taipanes.
El taipán de distribución central o Oxyuranus temporalis probablemente sea extremadamente venenosa dado su cercano parentesco con las otras dos especies.  Al ser conocida la nueva especie a partir de un único espécimen es muy poco lo que se conoce de su historia natural, y nada de su veneno.
La nueva especie fue descripta en 2007 por los investigadores australianos  Paul Doughty, Brad Maryan, Stephen Donnellan and Mark Hutchinson.  Fue nombrada una de las nuevas cinco especies top de 2007 por el International Institute for Species Exploration (IISE) en la Universidad Estatal de Arizona.